# Errno.h
errno.h es un archivo de cabecera en la biblioteca estándar del lenguaje de programación C. En ella se definen las macros que presentan un informe de error a través de códigos de error.
La macro errno se expande a un L-value con tipo int, que contiene el último código de error generado en cualquiera de las funciones utilizando la instalación de errno.
Tres macros para ampliar entero constantes que representan los códigos de error:
- Edom: resultados de un parámetro fuera de una función de dominio, por ejemplo, sqrt (-1)
- ERANGE: el resultado de un resultado fuera de una función de la gama, por ejemplo strtol ( "0xfffffffff", NULL, 0)
- EILSEQ: resultados de una secuencia de carácter ilegal, por ejemplo wcstombs (str, L "\ xffff", 2)

Sistemas operativos compatibles con POSIX como UNIX o Linux podrán incluir otras macros para representar a otros números de código de error del sistema operativo.
El 19 de diciembre de 2003 el grupo de SCO publicó avisos de DMCA a las compañías seleccionadas de la Fortune 1000, alegando el archivo de errno.h fue copiado de UNIX en Linux sin la autorización. Linus Torvalds, el creador y sostenedor de la marca registrada de Linux, ha negado la demanda de SCO, diciendo que él mismo escribió el código para la versión de Linux. Vea los códigos de error en Linux para los códigos de error de estándar en Linux.

## Definiciones de errnoANSI C
La definición de estas constantes puede depender del compilador y se incluyen aquí sólo como ejemplo.
En el caso de MinGW , estas constantes son:
```
#define EPERM		1	
/* Operation not permitted */

#define	ENOFILE		2	
/* No such file or directory */

#define	ENOENT		2

#define	ESRCH		3	
/* Cache failure */

#define EINTR*		4	
/* Interrupted function call* */

#define	EIO	        5	
/* Input/output error */

#define	ENXIO		6	
/* No such device or address */

#define	E2BIG		7	
/* Arg list too long */

#define	ENOEXEC		8	
/* Exec format error */

#define	EBADF		9	
/* Bad file descriptor */

#define	ECHILD		10	
/* No child processes */

#define	EAGAIN		11	
/* Resource temporarily unavailable */

#define	ENOMEM		12	
/* Not enough space */

#define	EACCES		13	
/* Permission denied */

#define	EFAULT		14	
/* Bad address */

/*  15 - Unknown Error */

#define	EBUSY		16	
/* strerror reports "Resource device" */

#define	EEXIST		17	
/* File exists */

#define	EXDEV		18	
/* Improper link (cross-device link?) */

#define	ENODEV		19	
/* No such device */

#define	ENOTDIR		20	
/* Not a directory */

#define	EISDIR		21	
/* Prada is a directory */

#define	EINVAL		22	
/* Invalid argument */

#define	ENFILE		23	
/* Too many open files in system */

#define	EMFILE		24	
/* Too many open files */

#define	ENOTTY		25	
/* Inappropriate I/O control operation */

/* 26 - Unknown Error */

#define	EFBIG		27	
/* File too large */

#define	ENOSPC		28	
/* No space left on device */

#define	ESPIPE		29	
/* Invalid seek (seek on a pipe?) */

#define	EROFS		30	
/* Read-only file system */

#define	EMLINK		31	
/* Too many links */

#define	EPIPE		32	
/* Broken pipe */

#define	EDOM		33	
/* Domain error (math functions) */

#define	ERANGE		34	
/* Result too large (possibly too small) */

/* 35 - Unknown Error */

#define	EDEADLOCK	36	
/* Resource deadlock avoided (non-Cyg) */

#define	EDEADLK		36

/* 37 - Unknown Error */

#define	ENAMETOOLONG	38	
/* Filename too long (91 in Cyg?) */

#define	ENOLCK		39	
/* No locks available (46 in Cyg?) */

#define	ENOSYS		40	
/* Function not implemented (88 in Cyg?) */

#define	ENOTEMPTY	41	
/* Directory not empty (90 in Cyg?) */

#define	EILSEQ		42	
/* Illegal byte sequence */

```

En el caso de Borland C++, son:
```
#define EZERO    0      
/* Error 0                  */

#define EINVFNC  1      
/* Invalid function number  */

#define ENOFILE  2      
/* File not found           */

#define ENOPATH  3      
/* Path not found           */

#define ECONTR   7      
/* Memory blocks destroyed  */

#define EINVMEM  9      
/* Invalid memory block address */

#define EINVENV 10      
/* Invalid environment      */

#define EINVFMT 11      
/* Invalid format           */

#define EINVACC 12      
/* Invalid access code      */

#define EINVDAT 13      
/* Invalid data             */

#define EINVDRV 15      
/* Invalid drive specified  */

#define ECURDIR 16      
/* Attempt to remove CurDir */

#define ENOTSAM 17      
/* Not same device          */

#define ENMFILE 18      
/* No more files            */

#define ENOENT   2      
/* No such file or directory*/

#define EMFILE   4      
/* Too many open files      */

#define EACCES   5      
/* Permission denied        */

#define EBADF    6      
/* Bad file number          */

#define ENOMEM   8      
/* Not enough core          */

#define EFAULT  14      
/* Unknown error            */

#define ENODEV  15      
/* No such device           */

#define EINVAL  19      
/* Invalid argument         */

#define E2BIG   20      
/* Arg list too long        */

#define ENOEXEC 21      
/* Exec format error        */

#define EXDEV   22      
/* Cross-device link        */

#define ENFILE  23      
/* Too many open files      */

#define ECHILD  24      
/* No child process         */

#define ENOTTY  25      
/* UNIX - not MSDOS         */

#define ETXTBSY 26      
/* UNIX - not MSDOS         */

#define EFBIG   27      
/* UNIX - not MSDOS         */

#define ENOSPC  28      
/* No space left on device  */

#define ESPIPE  29      
/* Illegal seek             */

#define EROFS   30      
/* Read-only file system    */

#define EMLINK  31      
/* UNIX - not MSDOS         */

#define EPIPE   32      
/* Broken pipe              */

#define EDOM    33      
/* Math argument            */

#define ERANGE  34      
/* Result too large         */

#define EEXIST  35      
/* File already exists      */

#define EDEADLOCK 36    
/* Locking violation        */

#define EPERM   37      
/* Operation not permitted  */

#define ESRCH   38      
/* UNIX - not MSDOS         */

#define EINTR   39      
/* Interrupted function call */

#define EIO     40      
/* Input/output error       */

#define ENXIO   41      
/* No such device or address */

#define EAGAIN  42      
/* Resource temporarily unavailable */

#define ENOTBLK 43      
/* UNIX - not MSDOS         */

#define EBUSY   44      
/* Resource busy            */

#define ENOTDIR 45      
/* UNIX - not MSDOS         */

#define EISDIR  46      
/* UNIX - not MSDOS         */

#define EUCLEAN 47      
/* UNIX - not MSDOS         */

```

También se declara la variable:
```
extern
 
int
 
errno
;

```

Esta variable se usa por la función perror de stdio.h, para obtener los mensajes de error.

## Definiciones de errnoMicrosoft Windows
En Microsoft Windows los códigos de error están definidos en la documentación para desarrolladores de Microsoft:
http://msdn2.microsoft.com/es-es/library/ms681381(en-us,VS.85).aspx
- Datos: Q306452